# Amédée Delaunay
Pour les articles homonymes, voir Delaunay.
Amédée Delaunay, né le 11 avril 1880 à Angoulême (Charente-Inférieure) et mort le 8 octobre 1942 à Saumur, dans le département de Maine-et-Loire, est un homme politique français.

## Biographie
Après ses études de médecine, il s'établit comme médecin à Cozes, en Charente-Inférieure. Il devient conseiller municipal de la ville en 1919, puis maire en 1925. En 1931, il entre également au conseil général
En 1938, profitant d'une élection législative partielle consécutive à l'élection au Sénat de Maurice Palmade, il entre au Parlement comme député de la Charente-Inférieure, inscrit au groupe du Parti radical.
Le 10 juillet 1940, il vote en faveur de la remise des pleins pouvoirs au Maréchal Pétain. Il abandonne ses fonctions de maire en 1941 et meurt subitement sur un quai de la gare de Saumur en octobre 1942. 

## Sources
- « Amédée Delaunay », dans le Dictionnaire des parlementaires français (1889-1940), sous la direction de Jean Jolly, PUF, 1960 [détail de l’édition]